# Dimitri Bisoli
Dimitri Bisoli (Cagliari, 25 marzo 1994) è un calciatore italiano, centrocampista del Cesena.

## Biografia
È il figlio di Pierpaolo Bisoli, suo allenatore al Brescia nella stagione 2024-2025. Anche il fratello Davide è stato un calciatore.

## Caratteristiche tecniche
È un mediano dotato di una buona tecnica e duttile tatticamente, capace anche di giocare da difensore centrale. Ha anche una buona personalità oltre ad essere molto dinamico e abile negli inserimenti offensivi. Dispone di un'ottima resistenza e può giocare anche da mezzala.

## Carriera

### Club

#### Gli inizi: Prato, Santarcangelo e Fidelis Andria
Dopo essere cresciuto nei settori giovanili delle squadre in cui all’epoca allenava suo padre (tra cui Cagliari e Bologna), inizia la sua carriera da professionista nel Prato, con cui milita per una stagione in Prima Divisione. Il 27 agosto 2013 viene tesserato dal Santarcangelo, dove resta per due stagioni. Acquistato nel luglio 2015 dalla Fidelis Andria, disputa un ottimo campionato di Lega Pro da titolare.

#### Brescia
Il 17 luglio 2016 passa in prestito con diritto di riscatto al Brescia. Segna la prima rete in Serie B nel match con la Salernitana, il gol dell'1-1 finale a 10 minuti dalla fine. Si rivela subito un giocatore molto importante per il Brescia, tanto da guadagnarsi l'appellativo di " Leone ", con 5 gol e 5 assist nella prima stagione in assoluto in Serie B, giocando a centrocampo. Al termine della stagione viene confermato dalla squadra lombarda, con cui rinnova fino al giugno 2021.
Nella stagione 2018-2019 si afferma come titolare segnando 6 reti e fornendo 6 assist. Durante la stagione si distingue per i gol pesanti, segnati nei match contro l'Ascoli (1-1) e il Cosenza (3-2), entrambi nel recupero finale. Il 1º maggio 2019, con la vittoria per 1-0 in casa contro l'Ascoli, ottiene la promozione in Serie A. Il figlio d'arte segna il primo e l'ultimo gol stagionale del Brescia rispettivamente a Perugia e Benevento.
Il 25 agosto 2019 debutta in Serie A nella trasferta in casa del Cagliari, vinta per 1-0 dalle rondinelle, dove gli viene annullato un gol sul risultato di 0-0. Il 9 febbraio 2020 realizza la sua prima rete in massima serie, nella sfida interna pareggiata per 1-1 contro l'Udinese. Il 21 giugno dello stesso anno dopo la sosta forzata causa COVID-19, subisce un grave infortunio domestico, lesionandosi il tendine rotuleo del ginocchio sinistro a causa di una brutta caduta causata da un gradino di casa, chiudendo così tuttavia in anticipo la sua stagione. Il 30 agosto successivo, dopo il ritiro di Daniele Gastaldello, viene nominato come capitano della società lombarda.
Per il capitano delle Rondinelle quella successiva è un'annata complicata con 2 reti e zero assist in 29 presenze. La stagione successiva partirà come panchinaro ma successivamente ritroverà il posto e totalizzerà 5 reti e 4 assist.
Nella gara di ritorno dei play-out 2022-2023, giocata al Rigamonti contro al Cosenza, segna la rete del momentaneo 1-0 (1-1 totale), che si rivelerà inutile a causa del gol di Meroni nel recupero finale. Dopo la retrocessione del Brescia in Serie C, nel Giugno 2023 pur di restare con le Rondinelle rifiuta ogni offerta dai club di Serie B. Tuttavia, a causa dei mancati pagamenti della Reggina il Brescia viene ripescato per la Serie B 2023-2024.
Il 3 luglio 2025 rimane svincolato a seguito del fallimento della società lombarda.

#### Cesena
Il 9 luglio 2025 viene ingaggiato a parametro zero dal Cesena, con cui sottoscrive un accordo triennale.

### Nazionale
Nel 2011 ha giocato 2 partite con la nazionale Under-17.

## Statistiche

### Presenze e reti nei club
Statistiche aggiornate al 13 maggio 2025.
| Stagione             | Squadra              | Campionato           | Campionato | Campionato | Coppe nazionali | Coppe nazionali | Coppe nazionali | Coppe continentali | Coppe continentali | Coppe continentali | Altre coppe | Altre coppe | Altre coppe | Totale | Totale |
| Stagione             | Squadra              | Comp                 | Pres       | Reti       | Comp            | Pres            | Reti            | Comp               | Pres               | Reti               | Comp        | Pres        | Reti        | Pres   | Reti   |
| -------------------- | -------------------- | -------------------- | ---------- | ---------- | --------------- | --------------- | --------------- | ------------------ | ------------------ | ------------------ | ----------- | ----------- | ----------- | ------ | ------ |
| 2012-2013            | Prato                | 1D                   | 14+1       | 0          | CI-LP           | 2               | 0               | -                  | -                  | -                  | -           | -           | -           | 17     | 0      |
| 2013-2014            | Santarcangelo        | 2D                   | 20         | 0          | CI-LP           | 2               | 0               | -                  | -                  | -                  | -           | -           | -           | 22     | 0      |
| 2014-2015            | Santarcangelo        | LP                   | 36         | 1          | CI+CI-LP        | 1+0             | 0               | -                  | -                  | -                  | -           | -           | -           | 37     | 1      |
| Totale Santarcangelo | Totale Santarcangelo | Totale Santarcangelo | 56         | 1          |                 | 3               | 0               |                    | -                  | -                  |             | -           | -           | 59     | 1      |
| 2015-2016            | Fidelis Andria       | LP                   | 33         | 1          | CI-LP           | 2               | 0               | -                  | -                  | -                  | -           | -           | -           | 35     | 1      |
| 2016-2017            | Brescia              | B                    | 35         | 5          | CI              | 1               | 0               | -                  | -                  | -                  | -           | -           | -           | 36     | 5      |
| 2017-2018            | Brescia              | B                    | 41         | 5          | CI              | 2               | 1               | -                  | -                  | -                  | -           | -           | -           | 43     | 6      |
| 2018-2019            | Brescia              | B                    | 35         | 6          | CI              | 2               | 0               | -                  | -                  | -                  | -           | -           | -           | 37     | 6      |
| 2019-2020            | Brescia              | A                    | 25         | 1          | CI              | 1               | 0               | -                  | -                  | -                  | -           | -           | -           | 26     | 1      |
| 2020-2021            | Brescia              | B                    | 29         | 2          | CI              | 1               | 1               | -                  | -                  | -                  | -           | -           | -           | 30     | 3      |
| 2021-2022            | Brescia              | B                    | 37+3       | 5+0        | CI              | 1               | 0               | -                  | -                  | -                  | -           | -           | -           | 41     | 5      |
| 2022-2023            | Brescia              | B                    | 32+2       | 3+1        | CI              | 2               | 0               | -                  | -                  | -                  | -           | -           | -           | 36     | 4      |
| 2023-2024            | Brescia              | B                    | 32+1       | 3+0        | -               | -               | -               | -                  | -                  | -                  | -           | -           | -           | 33     | 3      |
| 2024-2025            | Brescia              | B                    | 30         | 1          | CI              | 1               | 0               | -                  | -                  | -                  | -           | -           | -           | 31     | 1      |
| Totale Brescia       | Totale Brescia       | Totale Brescia       | 296+6      | 31+1       |                 | 11              | 2               |                    | -                  | -                  |             | -           | -           | 313    | 34     |
| 2025-2026            | Cesena               | B                    | -          | -          | CI              | 1               | 0               | -                  | -                  | -                  | -           | -           | -           | 1      | 0      |
| Totale carriera      | Totale carriera      | Totale carriera      | 399+7      | 33+1       |                 | 19              | 2               |                    | -                  | -                  |             | -           | -           | 425    | 36     |

### Cronologia presenze e reti in nazionale
| Cronologia completa delle presenze e delle reti in nazionale ― Italia under 17 | Cronologia completa delle presenze e delle reti in nazionale ― Italia under 17 | Cronologia completa delle presenze e delle reti in nazionale ― Italia under 17 | Cronologia completa delle presenze e delle reti in nazionale ― Italia under 17 | Cronologia completa delle presenze e delle reti in nazionale ― Italia under 17 | Cronologia completa delle presenze e delle reti in nazionale ― Italia under 17 | Cronologia completa delle presenze e delle reti in nazionale ― Italia under 17 | Cronologia completa delle presenze e delle reti in nazionale ― Italia under 17 |
| Data                                                                           | Città                                                                          | In casa                                                                        | Risultato                                                                      | Ospiti                                                                         | Competizione                                                                   | Reti                                                                           | Note                                                                           |
| ------------------------------------------------------------------------------ | ------------------------------------------------------------------------------ | ------------------------------------------------------------------------------ | ------------------------------------------------------------------------------ | ------------------------------------------------------------------------------ | ------------------------------------------------------------------------------ | ------------------------------------------------------------------------------ | ------------------------------------------------------------------------------ |
| 8-2-2011                                                                       | Casarano                                                                       | Italia under 17                                                                | 1 – 0                                                                          | Irlanda under 17                                                               | Amichevole                                                                     | -                                                                              | 41’                                                                            |
| 10-2-2011                                                                      | Nardò                                                                          | Italia under 17                                                                | 0 – 1                                                                          | Irlanda under 17                                                               | Amichevole                                                                     | -                                                                              | 73’                                                                            |
| Totale                                                                         |                                                                                | Presenze                                                                       | 2                                                                              |                                                                                | Reti                                                                           | 0                                                                              |                                                                                |

## Palmarès

### Club

#### Competizioni nazionali
- Campionato italiano di Serie B: 1

Brescia: 2018-2019